# Calodera protensa
Calodera protensa är en skalbaggsart som beskrevs av Mannerheim 1830. Calodera protensa ingår i släktet Calodera, och familjen kortvingar. Arten är reproducerande i Sverige.